# دهگاه‌اوبه
دهگاه‌اوبه (به ترکی آذربایجانی: Digahoba) یک منطقهٔ مسکونی در جمهوری آذربایجان است که در شهرستان خاچماز واقع شده‌است. دهگاه‌اوبه ۲۱۷ نفر جمعیت دارد.